# سد بوحمدان
سد بوحمدان يقع على بعد 25 كلم عن عاصمة ولاية قالمة وقد تم إنجاز سد بوحمدان ( 220 مليون متر مكعب) على مجراه غرب بلدية حمام دباغ. ويقدر معدل غزارته بحوالي 96 مليون متر مكعب سنويا بمحطة مجاز عمار، ويستعمل أساسا في توفير ماء الشرب وماء الري.

## استغلال السد
سد بوحمدان يزوّد 80 بالمائة من سكان عاصمة ولاية قالمة بالمياه الصالحة للشرب، على غرار بلديات مجاز عمار، حمام الدباغ، عين احساينية، قرية سرفاني، قرية صالح صالح وجزء من بلدية بلخير، ناهيك عن سقي المحاصيل الزراعية بطاقة استهلاك تقدَّر بـ 16 مليون متر مكعب سنويا.